# Mykola Rokyzkyj

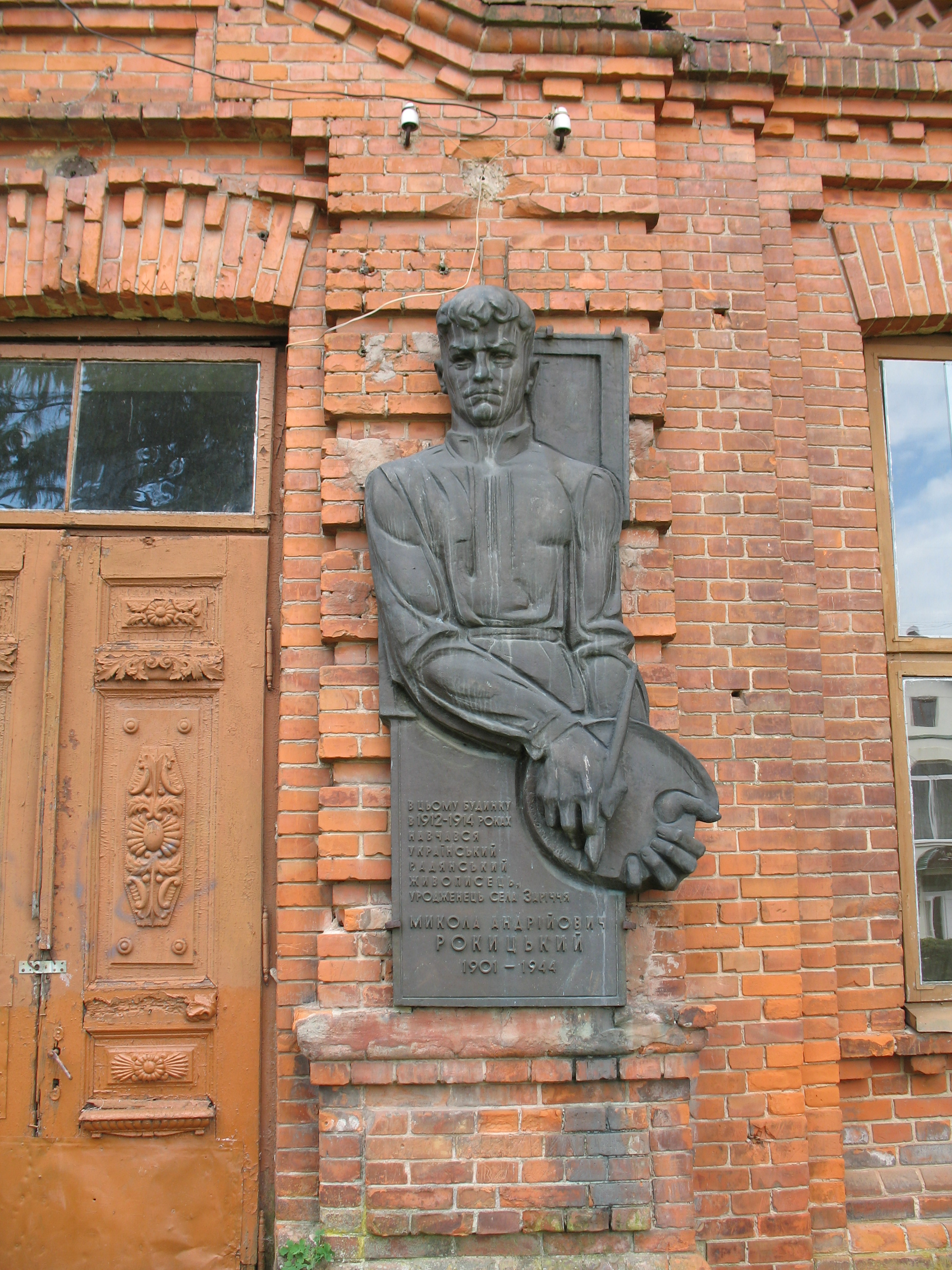
Gedenktafel für Mykola Rokyzkyj am Gymnasium in Wolodymyr

Mykola Andrijowytsch Rokyzkyj (ukrainisch Микола Андрійович Рокицький, russisch; * 6. Apriljul. / 19. April 1901greg. in Saritschtschja, Gouvernement Wolhynien, Russisches Kaiserreich; † 11. Februar 1944 in Kiew, Ukrainische SSR) war ein ukrainischer Maler.

## Leben
Mykola Rokyzkyj kam in Saritschtschja im Ujesd Kowel im heute ukrainischen Rajon Wolodymyr der Oblast Wolyn als Sohn eines Bergmanns zur Welt. Er besuchte das Gymnasium in Wolodymyr. Nachdem er  mit seiner Familie zu Beginn des Ersten Weltkriegs nach Kiew evakuiert wurde, studierte er dort zwischen 1922 und 1927 am staatlichen Kunstinstitut in Kiew bei Mychajlo Bojtschuk. In den 1920er Jahren war er Mitglied der Vereinigung der revolutionären Kunst der Ukraine (АРМУ).
Rokyzkyj schuf Staffelei-Gemälde und Fresken. Zunächst von westeuropäischen Strömungen, insbesondere dem Postimpressionismus beeinflusst, malte er, nachdem er des Formalismus und der Stilisierung beschuldigt wurde, sozialistisch-realistische Werke.
Er starb 42-jährig in Kiew und wurde dort auf dem Lukjaniwska-Friedhof bestattet.